# Kombinem
Mit Kombinem werden von einigen germanistischen Linguisten diejenigen Morpheme bezeichnet, die nie selbständig als Wörter vorkommen, sondern immer nur als Bestandteile komplexer Wörter. „Kombinem“ ist damit ein Oberbegriff einerseits für Konfixe (gebundene lexikalische Morpheme) wie „morph(o)-“, phil(o)-, „therm(o)-“ und andererseits für Wortbildungsaffixe (darunter Fugen, Präfixe, Suffixe, unikale Morpheme) wie „un-“ („un-schön“), „-lich“ („unleser-lich“), „-sam“ („acht-sam“), „-s-“ („Liebe-s-erklärung“), „Schorn-“ („Schornstein“).
Der Begriff „Kombinem“ hat sich bisher nicht in der gesamten germanistischen Linguistik durchgesetzt. Er wird in Glück (2005) verzeichnet, fehlt aber in Bußmann (2002) ebenso wie in Duden. Das große Fremdwörterbuch (2007).

## Weblink
- www.ids-mannheim.de